# Juxtaglomerulární aparát

Ledvinový glomerulus: pod písmenem (D) je juxtaglomerulární aparát – (7 je macula densa, (6) jsou juxtaglomerulární buňky a

Juxtaglomerulární aparát (JGA; „juxta“ = poblíž, tzn. „poblíž glomerulu“) je mikroskopické tělísko nacházející se poblíž ledvinových glomerulů v kůře ledvin. Skládá se ze tří základních typů buněk: obsahuje několik buněk stěny distálního tubulu (tzv. macula densa), dále část přívodné tepénky (jež obsahuje tzv. juxtaglomerulární buňky produkující renin) a konečně shluk tzv. krajkových buněk s nejasnou funkcí. Juxtaglomerulární aparát umožňuje dva důležité zpětnovazebné procesy, a to za prvé tubuloglomerulární zpětnou vazbu a za druhé systém „renin-angiotensin“.

## Funkce
Tubuloglomerulární zpětná vazba umožňuje zúžit přívodnou tepénku v situaci, kdy proximální tubulus nestíhá vracet přefiltrovanou sůl zpátky do těla a v macula densa se tak objevuje příliš vysoké množství chloridu sodného. Naopak, když je v distálním tubulu (v macula densa) nízká koncentrace solí, tato negativní zpětná vazba způsobí roztažení přívodních tepének a tím zvýšení glomerulární filtrace. Na konstrikci tepénky má zřejmě rozhodující vliv parakrinní vylučování enzymu reninu juxtaglomerulárními buňkami; naopak dilataci způsobují odlišné látky, o jejichž pravé povaze ještě není definitivně jasno. Druhým jmenovaným procesem je účast juxtaglomerulárního aparátu v tzv. renin-angiotensinovém systému. Renin produkovaný juxtaglomerulárními buňkami totiž prochází do krve a zde složitou kaskádou dochází k vzniku angiotensinu II, jenž způsobuje vazokonstrikci a zvýšení tlaku krve (což má vliv mimo jiné na regulaci ledvinové filtrace).